# Вечер у Клэр
«Ве́чер у Клэр» — первый роман русского писателя-эмигранта Гайто Газданова, написанный в 1929 году. Критики встретили роман положительно и отмечали влияние Марселя Пруста.

## Сюжет
Повествование ведётся от имени молодого русского эмигранта Николая. Большая часть описываемых в романе событий представляют собой его воспоминания. Хотя действия происходят в прошлом, но автор часто возвращает читателя в современность, в мир парижской русской эмиграции.
Повествование во многом автобиографично. При помощи вступительной части автор вводит читателя в основную сюжетную канву.
В романе нет деления на главы, но его можно разделить на события, происходившие до встречи с Клэр, и на воспоминания периода гражданской войны.
Каждый период жизни имеет свой тематический центр:
- Смерть отца;
- Обстановка в кадетском корпусе, которая передается посредством описания сна;
- Клэр;
- В центре — бронепоезд, который символизирует мотив «постоянного отъезда», стремления к изменениям, познанию нового.

Часть повествования представляет собой фантазии Николая (например, фантазии о Японии, Борнео, Суматре).

## Проблематика
«Вся жизнь моя была залогом / Свиданья верного с тобой» — этот эпиграф, взятый из письма Татьяны Онегину в романе А. С. Пушкина, относится к любовной интриге Николая и Клэр. Эти слова являются прямым показателем чувственных переживаний героя, которые составляют основную интригу романа. Параллель с чувствами главных героев (чувства Татьяны обречены на провал, как и чувства Николая обречены на печальный исход).
Николай — главный герой, человек, стремившийся к познаниям, совершенствованию, но в то же время он поглощен воспоминаниями о прошлом, не имея конкретных целей в настоящем. Николай живёт в собственном мире, поглощен своими собственными мыслями, в которых ищет утешение в ответ на потери (смерть отца, сестер). Встреча с Клэр преображает героя. Николай влюбляется в неё. Даже долгая разлука (они не видятся 10 лет) не смогла убить чувства.
В романе ярко заявлена тема Гражданской войны, в которой решается вопрос, на какую сторону нужно перейти: за красных или за белых. Но Николай воюет за белых, так как «они побеждаемые». Все оказывается ненужным, бесплодным. Для героя эта война — познание, стремление ощутить вкус новой, неизвестной для него жизни. Все оказывается бессмысленным, когда жизнь сводится к одним грезам, мечтам и воспоминаниям.

## Критика
Н. Оцуп замечает, что большое влияние на Газданова оказал Пруст. Он полагал, что у писателя, как и у Пруста, главное место занимает душа автора, его память о прошлом представляет результат событий настоящего.
М. Осоргин был другом и коллегой Газданова и написал рецензию в газете «Последние новости». Он писал, что книга не автобиографична, утверждая также, что Газданов оказался под влиянием Пруста, хотя это и не аргумент, чтобы называть автора неоригинальным.
Г. Адамович считает, что автор был под влиянием не только Пруста, но и Бунина. Он старается показать жизнь такой, какая она есть, не прибегая к вымыслу.
С критической точки зрения подходит к рассмотрению романа Герман Хохлов и отмечает отсутствие стройной композиции, дискретность повествования, а также, что концовка романа утверждает неустойчивость и случайность архитектоники.
М. Слоним обнаружил отличие в манере письма от Пруста. Он писал о случайности ассоциаций в смене образов.
Зарубежные русские критики, обсуждая эмигрантскую литературу, ставили в один ряд Газданова и В. Набокова (писавшего под псевдонимом В. Сирин). Они утверждали, что Сирин будет новым Львом Толстым, а Газданов — Достоевским. В. Вейдле, уже в статье 1930 года, сопоставляя Газданова и Набокова , пишет: «Газданов — писатель очень талантливый и, несмотря на относительную незрелость его книги, непосредственного своеобразия в ней не меньше, а скорее больше, чем у Сирина».